# Oussama Ammar
Pour les articles homonymes, voir Ammar.
Oussama Ammar, né le 25 septembre 1986 à Beyrouth (Liban), est un entrepreneur franco-libanais. 
En 2013, il fonde The Family (incubateur d'entreprises) avec Alice Zagury et Nicolas Colin, qu’il quitte fin 2021 à la suite de soupçons pesant contre lui sur des charges d’abus de confiance, de faux, d’usage de faux et de blanchiment d'argent qui pourraient s'élever à plusieurs millions d'euros. En décembre 2023, il est condamné, ainsi que deux de ses sociétés personnelles, à payer plus de 7 millions d'euros à The Family à la suite d'un jugement rendu par la Grand Court of the Cayman Islands, juridiction des Îles Caïmans. En octobre 2024, le complexe hôtelier le Domaine d'Ablon, dont il est le principal partenaire financier, cesse son exploitation à la suite de la liquidation judiciaire d'une de ses filiales et de l'accumulation d'infractions au code de l'urbanisme.

## Biographie

### Enfance et débuts
À l'âge de deux ans, il quitte le village de Meiss El Jabal (Sud-Liban) avec sa mère pour Kinshasa (République démocratique du Congo). Son demi-frère Hussein Ali Jaber s'y lance dans la production de chaussures. Oussama est expulsé du pays trois ans plus tard et part avec sa mère en France à Tours (Indre-et-Loire), où cette dernière obtient un permis de séjour et travaille en tant que femme de ménage. Dans une interview à Vanity Fair, il raconte qu'à l'âge de 13 ans, il fonde Sekalok, une société de développement de sites Internet qu'il immatricule en Uruguay, où la législation autorise un mineur à diriger une entreprise.
Après l'obtention d'un bac S, il entre en prépa de lettres et de sciences sociales à Bordeaux qu'il ne finit pas. Il s'inscrit en fac de philosophie à Paris mais les cours l'ennuient.

### Carrière

#### Hypios
En 2008, il cofonde avec Jérémie Bertrand et Klaus Speidel, docteur en philosophie et critique d'art, la société Hypios, qui organise des compétitions de résolutions de problèmes en ligne. Des entreprises y mettent à contribution des chercheurs pour trouver des réponses à leurs problèmes de R&D. Oussama Ammar est exclu à la suite de « nombreuses dépenses à caractère personnel effectuées par le président fondateur » : champagne Ruinart, restaurants, soirées, etc.. Ammar se défend en disant qu'il n'était pas au courant de cette règle car personne ne lui avait jamais dit.
En 2011, la société fait faillite.
Il part pour San Francisco où il rencontre Vivek Wadhwa qui vient de créer un incubateur à Santiago au Chili Start-Up Chile et réfléchit à copier cette idée au Brésil ou en France.

#### Be Sport
De juin à décembre 2011, toujours à San Francisco, il est le directeur général de la société Be Sport Inc., un réseau social consacré au sport. Il est accusé d'avoir détourné plus de 100 000 dollars de fonds appartenant à l'entreprise, qui porte plainte pour « abus de confiance, faux et usage de faux. »

#### The Family
Contacté par Alice Zagury, qui dirige l'incubateur « Le Camping », il y donne des cours et encadre des étudiants. En 2013, il cofonde avec elle et Nicolas Colin The Family, un incubateur de start-up inspiré de Y Combinator, qui conseille et met en réseau des start-up numériques en échange d’un faible pourcentage de leur capital. En 2015, il y reçoit notamment Emmanuel Macron, alors ministre de l'Économie, pour débattre avec George Osborne,.
En août 2022, la filiale française est en liquidation judiciaire. Quelques mois plus tôt, en mars, une plainte est déposée par plusieurs entités de The Family contre Oussama Ammar pour abus de confiance, faux et usage de faux et blanchiment. En décembre 2023, Oussama Ammar et deux de ses sociétés personnelles sont condamnés par la Grand Court of the Cayman Islands, juridiction des Îles Caïmans, à verser plus de 7 millions d’euros à The Family.

## Affaires judiciaires

### Affaires classées

#### AffaireHypios
En février 2011, il est congédié par les actionnaires de Hypios, le commissaire aux comptes de la société ayant relevé que « de nombreuses dépenses à caractère personnel ont été effectuées par le président fondateur au cours de l’exercice, ainsi que de nombreuses opérations visant à favoriser une société dans laquelle celui-ci avait un intérêt ». Les sommes évoquées sont évaluées à 200 000 euros environ. En septembre 2011, une transaction tenue secrète met fin au conflit entre actionnaires.

#### Condamnation pour "faux et usage de faux".
Estimant qu'il a utilisé près de 150 000 euros « à des fins étrangères à l’utilité sociale de l’entreprise », notamment pour un contrat de sponsoring passé avec LeWeb, Be Sport porte plainte contre lui. Après la signature d'un protocole transactionnel pour mettre fin à ce litige, Be Sport se désiste, mais en juin 2018 Oussama Ammar est néanmoins condamné à quatre mois de prison avec sursis pour faux et usage de faux par le tribunal correctionnel de Nanterre (Hauts-de-Seine),, ayant émis une fausse facture de 5 000 euros,. Il est relaxé concernant des accusations comparables portant sur 89 449 euros. À la suite de l'affaire, Oussama Ammar déclare : « J'ai fait une bêtise il y a huit ans, la justice a fait son travail, je ne vais pas m'en excuser. »

### Procédures judiciaires en cours

#### AffaireThe Family
À partir d'octobre 2021, Oussama Ammar est soupçonné par le conseil d'administration de The Family d'avoir détourné plus de 4,5 millions d'euros depuis les comptes en banque de The Family ainsi que sur une enveloppe collectée en 2019-2020 et destinée à être investie dans diverses cibles aux États-Unis.
Alors qu'il avait annoncé avoir quitté The Family en novembre 2021 pour orienter sa carrière sur le Web3, il aurait plutôt été remercié et forcé à démissionner par ses associés après la découverte de ces malversations.
The Family a engagé ensuite plusieurs actions aux îles Caïmans, en France et en Angleterre, dont une procédure pénale lancée à Paris le 23 mars 2022 pour abus de confiance, faux et usage de faux et blanchiment,. À la suite du dépôt de plainte, l'avocat de The Family indique qu'une enquête est en cours à la brigade de répression de la délinquance astucieuse. En janvier 2023, l'avocat de The Family annonce qu'une plainte avec constitution de partie civile a été déposée, toujours pour des faits d'abus de confiance, faux et usage de faux,.
Dans le cadre de la procédure aux îles Caïmans, les actifs détenus par Oussama Ammar et ses holdings personnelles ont fait l'objet d'une ordonnance de saisie conservatoire dans le monde entier, rendue le 15 mars 2022. Il a par la suite été condamné à une amende  de 150 000 dollars des îles Caïmans (environ 175 000 euros) pour outrage au tribunal, faute d'avoir consenti à révéler l'état de son patrimoine. 
Une plainte a également été déposée à Londres le 6 juillet 2022, visant notamment des actes de gestion d'Oussama Ammar en tant que dirigeant de The Family, co-gérant de son portefeuille d'actifs et fournisseur de services stratégiques aux entités du groupe.
En décembre 2023, Oussama Ammar et deux de ses sociétés personnelles sont condamnés par la Grand Court of the Cayman Islands, juridiction des Îles Caïmans, à verser plus de 7 millions d’euros à The Family. Le tribunal a jugé qu'environ 3,1 millions d'euros avaient été détournés, et a également ajouté à cette somme un manque à gagner pour The Family d'environ 3,9 millions d'euros. Son associé Nicolas Colin l'accuse d'avoir détourné les millions pour se faire construire un manoir sur le Domaine d’Ablon dans le Calvados. Nicolas Colin affirme avoir retrouvé deux paiements effectués depuis le compte bancaire de The Family au profit d’entrepreneurs de la région.
Alors que le jugement est entré en phase d'exécution, notamment au Delaware, une exception d'incompétence territoriale soulevée par Oussama Ammar est rejetée en août 2024 pour abus de procédure. Le 26 février 2025, alors qu'il revient en France, Oussama Ammar est interpellé à sa descente d'avion et placé en garde à vue pour détournements de fonds,.

#### Affaire domaine d'Ablon
Le domaine d'Ablon est un complexe hôtelier de luxe, érigé dans le Calvados à partir de 2010, en omettant d'obtenir les permis de construire indispensables, et ouvert en 2015. L'ensemble est constitué d'un hameau de plusieurs chaumières normandes avec terrasses végétalisées et d'un manoir sur un terrain de cinq hectares. La seule autorisation d'urbanisme concernait l'agrandissement d'une grange préexistante.
Oussama Ammar est devenu partenaire du projet en mai 2019, y injectant trois millions d'euros, dont deux millions pour la construction dans l'enceinte du domaine du « Petit Manoir », un gîte de luxe de 550 m2 prévu spécialement pour lui. Il aide également le domaine à lever des fonds pour son développement, notamment auprès de Fany Péchiodat (fondatrice de My Little Paris), Florian Douetteau (fondateur de la licorne Dataiku) et l'infopreneur Yomi Denzel (en).
L'incubateur The Family, dont Oussama Ammar est cofondateur et ancien dirigeant, soupçonne ce dernier d'avoir détourné 4,5 millions d'euros appartenant à The Family et à différents véhicules d'investissement pour les allouer, entre autres, à la construction du Petit Manoir et au développement du domaine d'Ablon.

À la suite de ces soupçons, plusieurs procédures judiciaires ont été engagées contre le domaine d'Ablon. Par exemple, la société Thelema, dirigée par Oussama Ammar, a été placée sous administration provisoire jusqu'à une décision de la Cour d'appel de Caen réintégrant Oussama Ammar dans ses fonctions. L'ordonnance de référé initiale contenait les considérations suivantes :
Il est constant qu'Oussama Ammar a détourné des fonds au préjudice des sociétés The Family, lequel n'a d'ailleurs élevé aucune contestation.
Le domaine d'Ablon est visé par plusieurs plaintes pénales. Une plainte pour blanchiment en bande organisée qui vise notamment Oussama Ammar, le gestionnaire du lieu Christophe Delaune et les sociétés Thelema et le domaine d'Ablon, a été déposée par The Family auprès du procureur de la République de Lisieux en janvier 2023. Un juge d'instruction a été nommé en juin 2023.
Par ailleurs, la communauté de communes du Pays de Honfleur-Beuzeville a porté plainte en octobre 2023 pour de multiples infractions au code de l'urbanisme visant la majorité des constructions du domaine d'Ablon. Le Petit Manoir d'Oussama Ammar, en particulier, fait l'objet d'un arrêté de démolition sous astreinte validé en septembre 2023 par le tribunal administratif de Caen,. Ce sont l'ensemble des constructions du domaine d'Ablon qui pourraient à terme être démolies, compte tenu de leur caractère illégal.
En juin 2024, la société Cottage Consulting, qui possède la parcelle principale formant le domaine d'Ablon, est déclarée en cessation de paiements et le 16 octobre 2024 le tribunal de commerce de Lisieux prononce la liquidation judiciaire de cette société, rendant impossible la poursuite de l'exploitation. Sylvain Naviaux, vice-président chargé de l'urbanisme à la communauté de communes de Honfleur-Beuzeville, rappelle que le tribunal a validé la démolition du Petit Manoir d'Oussama Ammar. Une astreinte de 300 euros est due par jour de retard depuis mars 2022, créance en passe d'être déclarée dans le cadre de la liquidation judiciaire de Cottage Consulting.

## Propos complotistes
En 2023, il affirme qu'une intelligence artificielle a réussi à analyser et prouver que les photographies d'Apollo XI sont truquées remettant ainsi en cause la réalité du premier alunissage.

## Vie privée
Il possède deux holdings personnelles immatriculées à Hong Kong.
Le 11 avril 2018, il est nommé au sein du Global Tech Panel créé par la Haute représentante de l’Union européenne pour les affaires étrangères, Federica Mogherini.
Depuis fin 2021, il réside à Dubaï, aux Émirats arabes unis, où il exerce des activités notamment dans le Web3,,,.
Dans une interview mise en ligne sur YouTube en février 2023, il se déclare adepte du polyamour depuis sa lecture du livre La Salope éthique de Dossie Easton il y a quelques années.

## Distinctions
- Forbes 30 Under 30 Europe en 2016[43]